# (2597) Arthur
(2597) Arthur (1980 PN; 1939 XF; 1975 RU1; 1975 SA) ist ein ungefähr zehn Kilometer großer Asteroid des äußeren Hauptgürtels, der am 8. August 1980 vom US-amerikanischen Astronomen Edward L. G. Bowell am Lowell-Observatorium, Anderson Mesa Station (Anderson Mesa) in der Nähe von Flagstaff, Arizona (IAU-Code 688) entdeckt wurde.

## Benennung
(2597) Arthur wurde nach der Sagengestalt Artus benannt, der in seiner Jugend das Schwert Excalibur (nach dem der Asteroid (9499) Excalibur benannt wurde) errang. Nach seinem Schloss Camelot ist der Asteroid (9500) Camelot benannt. Die Benennung wurde vom US-amerikanischen Astronomen Frederick Pilcher vorgeschlagen.